# Aartsbisdom Huancayo
Het aartsbisdom Huancayo (Latijn: Archidioecesis Huancayensis) is een rooms-katholiek aartsbisdom met als zetel Huancayo, in Peru. De aartsbisschop van Huancayo is metropoliet van de kerkprovincie Huancayo, waartoe ook de volgende suffragane bisdommen behoren:
- Huánuco
- Tarma

## Geschiedenis
Het aartsbisdom werd opgericht op 18 december 1944, als het bisdom Huancayo, uit delen van het bisdom Huánuco, en was suffragaan aan het aartsbisdom Lima. Op 30 juni 1966 werd het verheven tot metropolitaan aartsbisdom. 

## Parochies
Het aartsbisdom had in 2021 een oppervlakte van 15.145 km2 en telde 840.371 inwoners waarvan 64,3% rooms-katholiek was.

## Ordinarii

### Bisschoppen
- Leonardo José Rodriguez Ballón (6 juli 1945 - 13 juni 1946)
- Daniel Figueroa Villón (22 september 1946 - 17 december 1956)

### Aartsbisschoppen
- Mariano Jacinto Valdivia y Ortiz (17 december 1956 - 10 februari 1971)
- Eduardo Picher Peña (31 mei 1971 - 14 juni 1984)
- Emilio Vallebuona Merea (30 augustus 1985 - 28 november 1991)
- José Paulino Ríos Reynoso (2 december 1995 - 29 november 2003)
- Pedro Ricardo Barreto Jimeno (17 juli 2004 - heden)
  - Carlos Alberto Salcedo Ojeda (hulpbisschop: 30 januari 2016 - 21 mei 2021
  - Luis Alberto Huamán Camayo (hulpbisschop: 21 mei 2021 - heden)

## Galerij van afbeeldingen

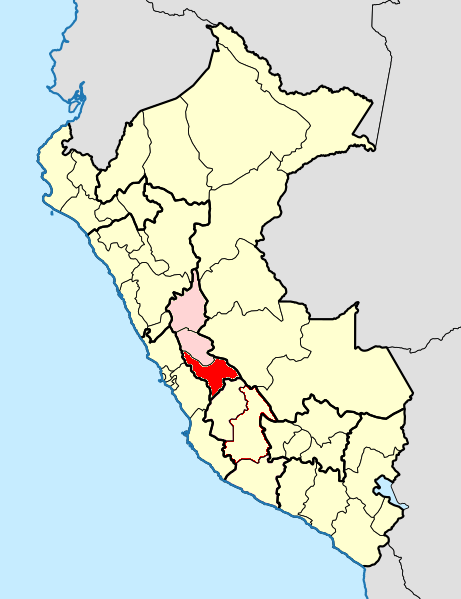
Kerkprovincie Huancayo
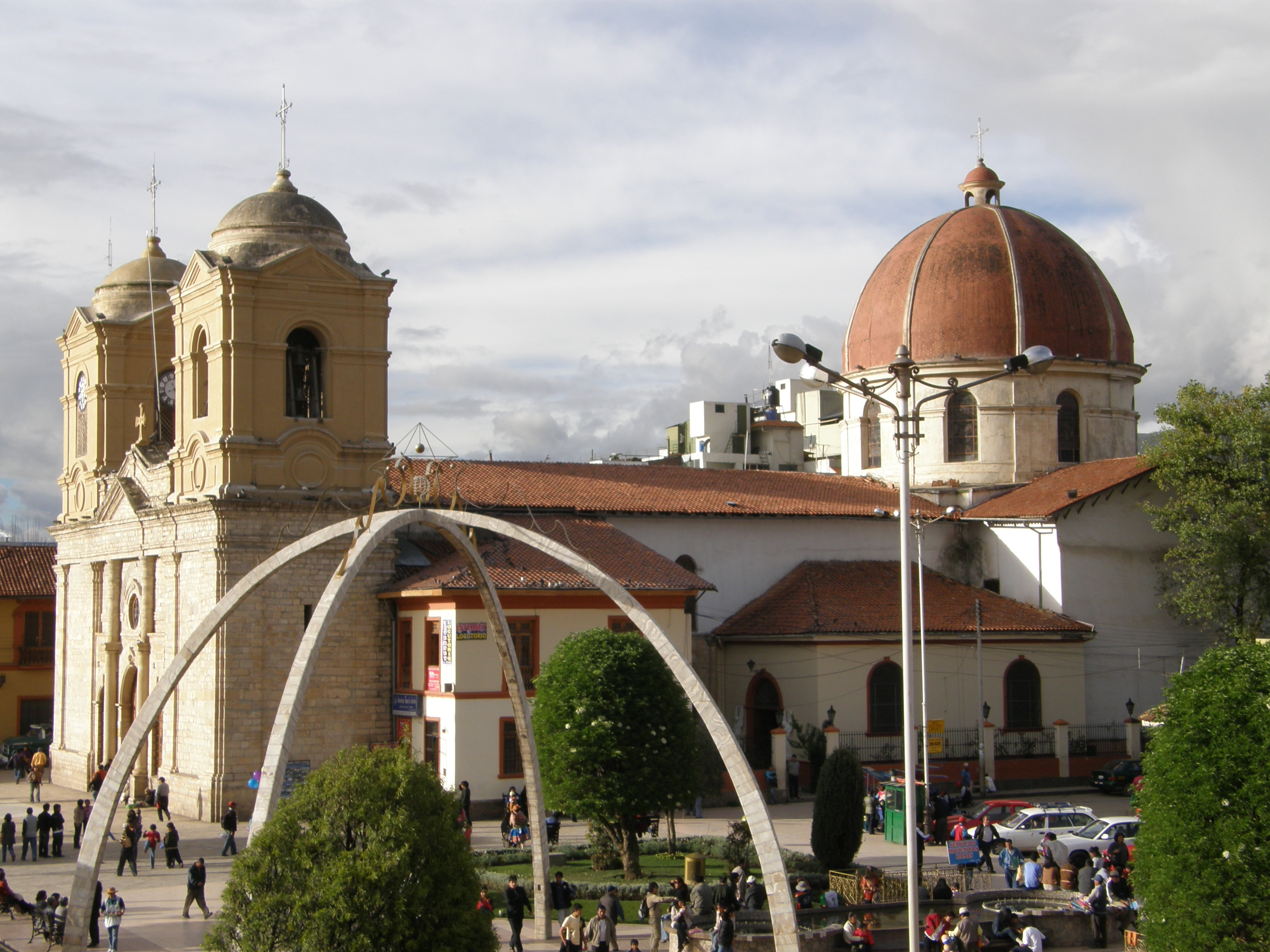
Kathedraal van Huancayo

Huancayo (aartsbisdom) · Huánuco · Tarma